# Паулаускас, Артурас
Арту́рас Паула́ускас (лит. Artūras Paulauskas; род. 23 августа 1953, Вильнюс, ЛитССР, СССР) — литовский юрист, политический деятель, председатель Сейма Литовской Республики в 2000—2004 и с 15 ноября 2004 до 11 апреля 2006.

## Биография
Окончив среднюю школу в Шяуляй (1971), поступил на юридический факультет Вильнюсского университета; окончил в 1976 году, получил диплом юриста.
Служил следователем 1976—1979 годах и 1979—1982 годах заместителем прокурора в Кайшядорисе, прокурором в Варене 1982—1987 годах.
В 1987 году был назначен заместителем Генерального прокурора Литвы. В 1990—1995 годах Генеральный прокурор Литовской Республики. Назначенный властями Литвы, провозгласившей независимость 11 марта 1990 года, а не Генеральным прокурором СССР, он не признавался советскими властями, которые Генеральным прокурором Литовской ССР считали Антанаса Петраускаса.
В 1995—1997 годах заместитель Генерального прокурора Литовской Республики. В 1997—2000 годах занимался частной адвокатской практикой.

## Политическая карьера
В 1997 году участвовал в выборах президента Литвы. Набрал значительное количество голосов избирателей и при поддержке Альгирдаса Бразаускаса при 49,6 % голосов избирателей во втором туре на доли процента проиграл Валдасу Адамкусу, набравшему 50,4 % голосов.
Один из основателей партии Новый союз (социал-либералы). На учредительном съезде 25 апреля 1998 года был избран её председателем. Партия выиграла парламентские выборы 2000 года и 19 октября Паулаускас был избран председателем Сейма.
В 2002 году участвовал в выборах президента.
Был одним из главных инициаторов вынесения импичмента президенту Литвы Роландасу Паксасу.
После отрешения Роландаса Паксаса от должности и до вступления в должность повторно избранного 27 июня Валдаса Адамкуса 6 апреля 2004 — 12 июля 2004 года исполнял обязанности президента Литвы.
С 15 ноября 2004 года был председателем Сейма.
После широко обсуждавшихся весной 2006 года в средствах массовой информации скандальных фактов злоупотреблений в канцелярии Сейма (использование служебных автомобилей в личных целях, привлечение технических работников к деятельности, не предусмотренной должностными инструкциями) 11 апреля 2006 года парламент большинством голосов (94 «за», 11 «против») отстранил Паулаускаса от должности председателя Сейма.
Участие в смещение Паулаускаса фракций трёх партий, входящих вместе с его партией Новый Союз (социал-либералы) в четырёхпартийную правящую коалицию, привело к выходу из коалиции социал-либералов и перестановкам в правительстве.
Во время парламентских выборов 2008 года его партия Новый Союз (социал-либералы) не смогла преодолеть 5-процентный барьер и провести в Сейм своих представителей.

## Награды
- Гранд-офицер ордена Трёх звёзд (Латвия, 12 марта 2001)[1]
- Орден Белой звезды 1 класса (Эстония, 30 сентября 2004)[2]
- Большой крест ордена Инфанта дона Энрике (Португалия, 23 августа 2003)[3]
- Памятный знак за личный вклад в развитие трансатлантических отношений Литвы и по случаю приглашения Литовской Республики в НАТО (12 февраля 2003, Литва)[4]
- Медаль Балтийской ассамблеи (26 ноября 2005)[5]